# Daniel Merriweather
Daniel Paul Merriweather (Melbourne, 17 de fevereiro de 1982) é um cantor australiano de R&B.